# خنده‌دارترین جک جهان
'خنده‌دارترین جک جهان (انگلیسی: The Funniest Joke in the World) (همچنین با نام‌های " جنگ جوک " و " شوخی قاتل نیز شناخته می‌شود) یک طرح کمدی مونتی پایتون است که با محوریت یک جک است که آنقدر خنده دار است که هرکس آن را بخواند یا بشنود فوراً از خنده می‌میرد. ارنست اسکریبلر (مایکل پالین)، یک "سازنده جوک" بریتانیایی، این جوک را روی یک تکه کاغذ می‌نویسد تا از خنده بمیرد. مادرش (اریک آیدل) نیز بلافاصله پس از خواندن آن از خنده جان خود را از دست می‌دهد، همان‌طور که اولین پلیس‌هایی که در صحنه هستند. در نهایت این شوخی با روش‌هایی مهار می‌شود، به سلاح تبدیل می‌شود و علیه آلمان در طول جنگ جهانی دوم استفاده می‌شود.